# Franchise (réseau commercial)
Pour les articles homonymes, voir Franchise.
 (octobre 2009).
Si vous disposez d'ouvrages ou d'articles de référence ou si vous connaissez des sites web de qualité traitant du thème abordé ici, merci de compléter l'article en donnant les références utiles à sa vérifiabilité et en les liant à la section « Notes et références ».

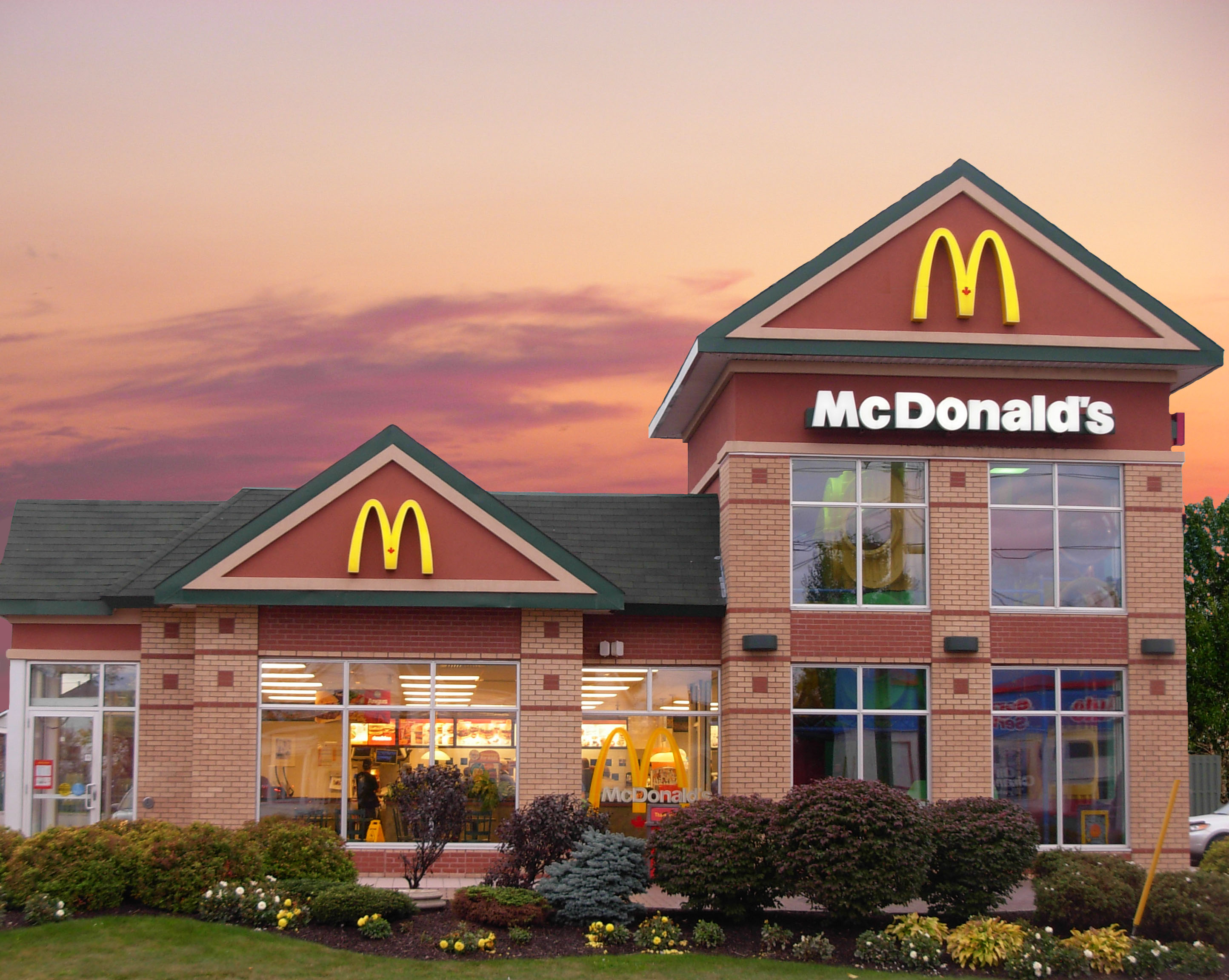
Un restaurant franchisé McDonald's à Moncton (Canada).

La franchise est un accord commercial et juridique par lequel une entreprise appelée « franchiseur » s'engage à fournir à une seconde entreprise, dite « franchisée », une marque, un savoir-faire et une assistance permanente en contrepartie d'une rémunération.
Le terme « franchise » ne s'applique que si les trois conditions précédentes sont réunies.
Il existe de nombreux exemples de franchises : McDonald's, Domino's Pizza, les nombreuses enseignes du groupe Accor, Axa, Yves Rocher. En France, dans les années 2010, se sont créés des réseaux de boulangeries tels que Ange ou Marie Blachère.
Il existe d'autres formes de coopération entre entreprises développées en réseau : licence, commission, affiliation, master-franchise, partenariat, etc.

## Fonctionnement
La franchise est un mode de collaboration entre une entreprise propriétaire d’une marque ou d’une enseigne (le franchiseur) et un ou plusieurs commerçants indépendants (les franchisés). Le caractère normé de la franchise permet aux franchisés de démarrer une activité clé en mains. En effet, le franchisé bénéficie, dès son démarrage, d'un ensemble d'éléments qu'il n'aura pas à créer (liste des produits, publicité, aménagement, fournisseurs, techniques de vente, etc.). Le franchiseur s’engage à fournir un savoir-faire « secret, substantiel et identifié » et une assistance continue à ses franchisés. En échange, il perçoit dans la plupart des cas, un droit d’entrée et des redevances forfaitaires ou calculées sur le chiffre d’affaires. Une entreprise peut devenir franchiseur à partir du moment où son savoir-faire est matériellement reproductible avec des méthodes spécifiques. Elle doit également passer par un audit de faisabilité réalisé par une société spécialisée afin de confirmer cette reproductibilité et que le concept est transposable en franchise. Pour autant, la jurisprudence considère que le franchiseur n'est pas tenu de disposer d'un pilote avant de se lancer en franchise.
Le franchisé est un commerçant juridiquement et financièrement indépendant de son franchiseur et il bénéficie à ce titre du statut des baux commerciaux. Aucun contrat de franchise ne peut limiter de quelque façon que ce soit cette liberté. Le franchisé gère donc son entreprise en toute liberté dans la limite du cadre fixé par l'utilisation de la marque ou de l'enseigne.
Le franchisé peut être propriétaire de son affaire sous diverses formes juridiques, notamment sous la forme d'une société. Il est responsable de la marche de son entreprise. Un franchisé peut entre autres, dans les limites de son contrat de franchise, gérer son personnel, choisir ses fournisseurs, fixer ses prix, organiser son entreprise, etc. comme il l'entend. Comme les clauses des contrats de franchise peuvent être très ou très peu contraignantes, le franchisé peut avoir peu ou beaucoup de latitude dans la gestion de son entreprise. Cette gestion doit cependant se faire dans le respect du concept.
La franchise est donc un type de contrat très paradoxal qui fixe un cadre très précis, cadre duquel le franchisé ne peut s'écarter, mais qui respecte l'indépendance juridique et financière du franchisé.
Il existe plusieurs types de franchises : 
- Franchise de production
- Franchise de distribution
- Franchise de services
- Franchise industrielle
- Maître franchise (Master franchise)

## Histoire
La franchise n’apparaît cependant sous sa forme actuelle et moderne qu'à la fin du XIXe siècle : Martha Matilda Harper crée un réseau franchisé de salon de coiffure aux États-Unis. Dans la période de l’entre-deux-guerres, aux États-Unis toujours. General Motors, souhaitant développer rapidement son réseau de distribution, sans tomber sous le coup de la loi anti-trust, très sévère aux États-Unis, concluait des accords de franchise avec des garagistes indépendants, installés dans les localités les plus reculées.
Depuis la Seconde Guerre mondiale, la franchise connaît un grand succès aux États-Unis. À cette époque, des lignes de franchise étaient offertes dans toutes sortes de services aux vétérans sans emploi qui souhaitaient exercer des activités indépendantes. Le même phénomène se répéta après la guerre du Viêt Nam. On estime qu’environ 40 à 50 % du chiffre d’affaires du détail américain est réalisé dans le cadre de contrats de franchise.
En Europe, la franchise s'est principalement développée à partir de la France (le premier système revenant aux laines Pingouin, création du Groupe Prouvost).
Son apparition en France s'est développée fortement dans les années 60. Les secteurs pionniers : l'équipement de la personne et de la maison, l'hôtellerie, l'alimentation et la coiffure ont connu un essor fulgurant dans les années 70 et 80. Ces derniers secteurs représentent encore aujourd'hui une part importante dans le poids économique dans la franchise malgré l'apparition de nouveaux secteurs tels que la restauration rapide ainsi que les services à la personne.
La législation a par la suite formalisé le contrat de franchise. En effet, depuis la loi Doubin du 31 décembre 1989, le Code de Commerce (article L 330-3) impose au franchiseur une obligation d’information pré-contractuelle vis-à-vis du franchisé (dans un Document d’Informations Pré-contractuelles ou D.I.P. qui doit être remis au moins vingt jours avant de signer le contrat de franchise). Outre l'étude de marché du secteur concerné par l'entreprise en question, il faut que le franchiseur donne le SIRET, la raison sociale, l'organigramme, les partenaires, le contact des autres franchisés, le Kbis, etc. .
En France, la franchise reste un univers plutôt masculin puisqu'en 2014, 60 % des franchisés étaient des hommes.

## Avantages économiques
Les avantages de la franchise se divisent en deux parties :
- Pour le franchiseur,
  - La franchise permet d'accéder de manière rapide à un réseau de points de vente.
  - Le franchiseur peut avoir un suivi du développement et du réseau de l'entreprise.
  - Elle permet de former des économies d'échelle grâce à la mutualisation des conditions d'achat et des moyens logistiques qui montrent une forte puissance économique.
  - La franchise impose bien la marque grâce à sa forte présence sur le territoire.

« Pour le franchiseur, les avantages de la franchise sont évidents : c'est un puissant levier qui lui permet de se développer avec l'argent des franchisés. Ce sont ces derniers qui prennent le risque financier. À l'inverse, comparée à des succursales, la franchise suppose une maîtrise moindre de son réseau de distribution : on ne peut pas tout imposer à ses franchisés », Yves Sassi.
- Pour le franchisé, adopter un système de franchise est attractif pour plusieurs raisons :
  - La franchise assure la crédibilité de la marque, celle-ci permettra d’accéder à une clientèle certaine ainsi qu'au soutien des organismes bancaires. Elle permet aussi une exclusivité des produits et des services, et dans la plupart des cas, une implantation non-concurrentielle.
  - Elle organise le transfert de compétences et de savoir-faire du franchiseur, ainsi qu’une assistance permanente notamment grâce aux formations et recommandations commerciales. Tous ces avantages représentent une sécurité importante pour le franchisé qui se lance.
  - Cette formule de franchise permet l’accès à un réseau et à une expérience accumulée par tous les protagonistes de celle-ci (notoriété de la marque, conditions de prix, de synergies et d’effet de masse, de partage des innovations et des enseignements, d’accès à des outils de gestion ou publicitaires).
  - De plus, elle induit l’indépendance juridique du franchisé, il reste un commerçant indépendant et responsable de son activité et de la stabilité de son entreprise.

La franchise laisse la possibilité au franchisé de céder son fonds de commerce à d’autres postulants, ils doivent être néanmoins adoubés par le franchiseur ou il peut céder son fonds de commerce au franchiseur lui-même.
| Principales motivations pour devenir franchisé | Principales motivations pour devenir franchisé |
| ---------------------------------------------- | ---------------------------------------------- |
| Bénéficier de la force d'un réseau             | 15 %                                           |
| Bénéficier de la réputation de l'enseigne      | 24 %                                           |
| Bénéficier d'un suivi, d'une assistance        | 17 %                                           |
| S'appuyer sur un concept                       | 9 %                                            |
| Ils travaillaient déjà dans le réseau          | 6 %                                            |
| Bénéficier d'une simplification des procédures | 11 %                                           |
| L'opportunité s'est présentée                  | 6 %                                            |
| Être à son compte                              | 6 %                                            |
| Augmenter les chances de succès                | 8 %                                            |
| Bénéficier d'un savoir-faire                   | 4 %                                            |
| Bénéficier de la publicité d'un groupe         | 6 %                                            |
| Bénéficier de la logistique                    | 4 %                                            |
| Le rachat d'une boutique déjà franchisée       | 5 %                                            |

(Source : Enquête 2009 sur la franchise CSA/FFF/Banque Populaire)

## Cadre législatif
À l’exception de pays comme la Chine ou l’Italie, aucune loi spécifique à la franchise ne vient imposer une quelconque obligation dans la relation franchiseur - franchisé.
La France, plutôt pionnière en matière de franchise, fait partie de ces pays qui ont préféré laisser faire le marché et la jurisprudence. Le contrat de franchise entre souvent dans le champ d'application de la loi Doubin (loi no 89-1008 du 31 décembre 1989, dite « Loi Doubin », aujourd’hui codifiée aux articles L. 330- et R. 330-1 du Code de commerce). Ce texte oblige une tête de réseau à transmettre un Document d'Information Précontractuelle (DIP) au candidat entrepreneur, au moins vingt jours avant tout engagement définitif. Ce document doit, notamment, préciser l'ancienneté et l'expérience de l'entreprise, l'état et les perspectives de développement du marché concerné, l'importance du réseau d'exploitants, la durée, les conditions de renouvellement, de résiliation et de cession du contrat ainsi que le champ des exclusivités.
Le règlement d'exemption no 330/2010 de la commission européenne s'applique à la franchise. Par là, la franchise a le droit d'exister car elle entre dans le champ de l'article 101§3 du Traité sur le Fonctionnement de l'Union Européenne, sans tomber sous le coup des restrictions qui y figurent.

## Manuel opératoire
De plus, bien qu'il soit non obligatoire légalement, un manuel opératoire (ou Bible du savoir-faire) sera souvent fortement recommandé dans le développement d'une franchise ; en pratique, la plupart des contrats de franchise renvoient aux méthodes que le manuel opératoire a vocation à rassembler. En effet, c'est :
- Un outil de développement pour convaincre le franchisé de l’existence d’un savoir-faire secret, substantiel et identifié.
- Un outil de formation du candidat et de ses équipes : c’est le support majeur de la formation initiale.
- Un outil d'animation. Pour le franchisé : il peut s’y référer en cas d’oubli. Pour le franchiseur : il s’y référera pour rappeler un point au franchisé.
- Un outil de preuve juridique : le franchiseur prouve l'existence de son savoir-faire en rédigeant un manuel opératoire de qualité. Il sera difficile pour le franchisé d'attaquer sur une absence de savoir-faire si un manuel opératoire conséquent existe.
- Un outil de certification : le manuel opératoire étant un ensemble de processus, il doit permettre de répondre aux normes spécifiques du concept en vue d'une certification de type ISO ou HACCP par exemple.

## Poids économique en France

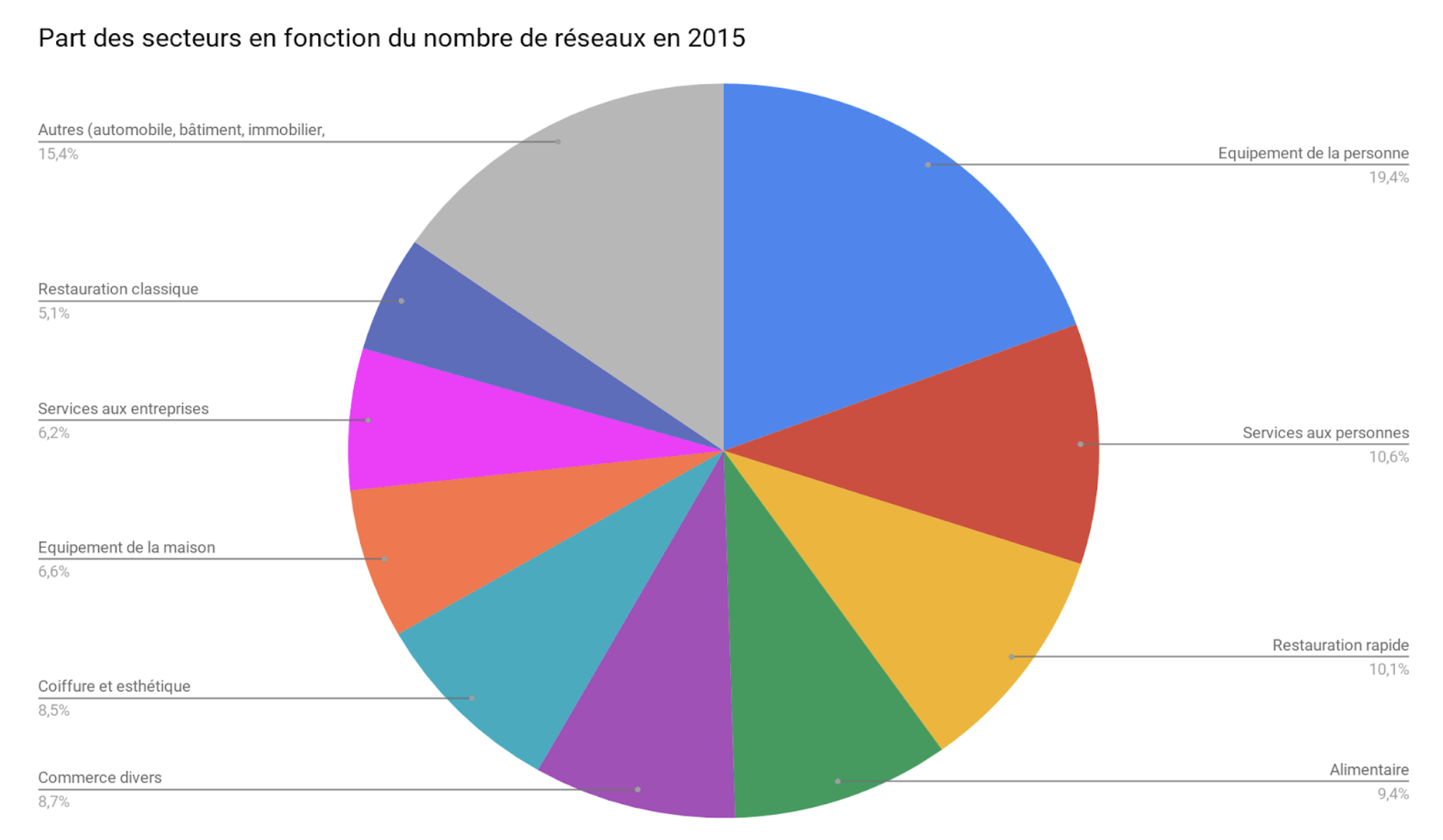

La France est leader européen de la franchise, mais aussi au niveau mondial avec les États-Unis.
En 2023, la France compte environ 2 035 réseaux soit 92 132 points de vente (contre 84 497 en 2022), qui représentent 88,49 milliards d’euros de chiffre d’affaires (contre 76,62 milliards en 2022) et 952 620 emplois directs et indirects (842 140 emplois directs).
En 2015, la France compte environ 1 834 réseaux soit 69 483 points de vente, qui représentent 53,38 milliards d'euros de chiffre d'affaires et 42 320 emplois indirects (342 672 emplois directs).
En 2006, la France compte environ 1037 réseaux soit 43680 points de vente, qui représentent 45 milliards d'euros de chiffres d'affaires et 300 000 emplois directs et indirects.
La franchise représente environ 12 % du chiffre d’affaires TTC du commerce de détail français contre 40 à 50 % du commerce de détail aux États-Unis.